# Wozrożdienije (osiedle w obwodzie leningradzkim)
Wozrożdienije (ros. Возрождение) – osiedle w Rosji, w obwodzie leningradzkim, w rejonie wyborskim. W 2010 liczyło 1803 mieszkańców.